# Içara (palmeira)

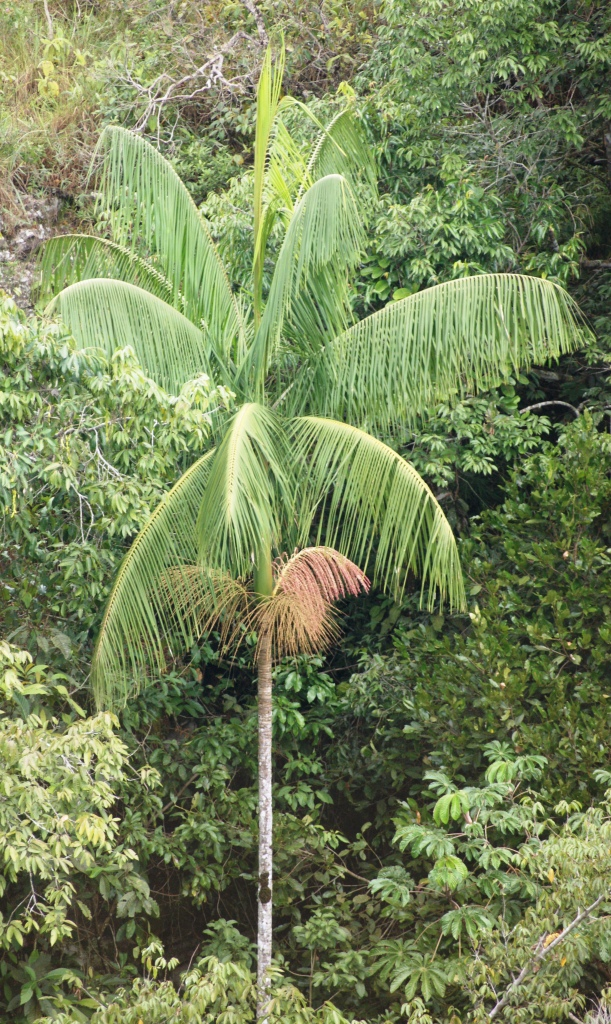
Juçara em Pirenópolis, em Goiás, no Brasil

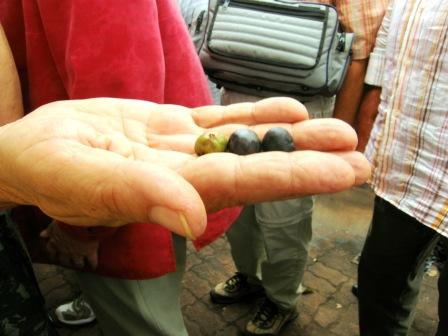
Frutos de juçara

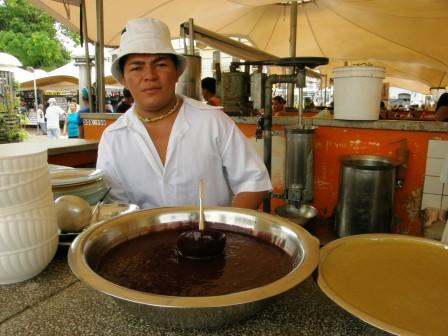
Prática em crescente desenvolvimento é a do processamento da polpa de juçara de modo a produzir alimento semelhante ao açaí, oriundo do Norte do Brasil

A juçara ou içara (Euterpe edulis), também chamada jiçara, palmito-juçara, palmito-doce, palmiteiro e ripeira, é uma palmeira nativa da Mata Atlântica, no Brasil, que dá o palmito do tipo juçara. Está ameaçada de extinção.

## Etimologia
"Juçara", "içara" e "jiçara" são derivados do seu nome em tupi: yu'sara. "Palmito-doce" e "palmiteiro" são alusões a seu uso para extração de palmito. "Ripeira" é uma alusão ao uso de sua madeira na confecção de ripas.

## Características

### Raízes
O sistema radicular do palmito-juçara é do tipo fasciculado, com 58 por cento das raízes desenvolvidas nos primeiros vinte centímetros de profundidade. Nessa camada de maior fertilidade do solo, encontram-se as raízes mais finas, com geotropismo negativo, responsáveis pela absorção de água e nutrientes. Os outros 42 por cento distribuem-se nas demais camadas, sendo que, abaixo de um metro de profundidade, é encontrado apenas dois por cento, em peso, do total de raízes. Trata-se, em sua maioria, de raízes primárias, grossas, de geotropismo positivo e com poucas ramificações, responsáveis pela sustentação da palmeira.

### Estipe
O estipe, estipa ou espique (caule) é reto, cilíndrico, solitário, de cor gris claro, podendo alcançar até dezoito metros de altura e um diâmetro de quinze centímetros na idade adulta. Entre o término do tronco e a parte onde nascem as folhas, há uma bainha verde tubular de um 1,5 metros de comprimento, mais grossa que o tronco, formada pela base do conjunto de folhas e chamada capitel.  Dentro dela, encontra-se o palmito, que possui elevada importância na alimentação humana.

### Folhas
As folhas são alternas, pinadas e em número de oito a quinze, compostas de 38 a 62 pares de folíolos, em geral dispostas em um único plano, raramente divergente, estando regularmente sub-opostas na raque e agrupadas em feixes, lanceoladas, caracteristicamente pêndulas.

### Flores
A inflorescência em forma de panícula é composta por uma raque central da qual parte com ramificações de primeira ordem chamadas de ráquilas, as quais sustentam as flores. Nelas estão dispostas flores unissexuadas, onde se encontra uma flor feminina no meio de duas flores masculinas, em geral para os primeiros ¾ da ráquila, sendo que o ¼ da extremidade final só apresenta flores masculinas apresentando protandria acentuada, em que a abertura de flores femininas ocorre em torno de sete dias após o final da floração masculina; pode-se também encontrar inflorescências que apresentem apenas flores masculinas.

#### Frutos
O fruto é do tipo bacáceo, de um a 1,4 centímetros de diâmetro, composto por um mesocarpo pouco espesso, liso, cor violeta-escuro quando bem maduro, com aproximadamente dez por cento da massa fresca da baga de polpa.

#### Sementes
A semente é quase esférica, parda-grisácea a parda-amarelada, envolta por uma cobertura fibrosa, com até dez milímetros de diâmetro. As sementes dessa espécie possuem endosperma muito abundante, com alto teor de reservas, as quais se constituem de carboidratos (88 por cento), proteínas (dez por cento) e lipídeos (dois por cento).

#### Mecanismo de dispersão de sementes
A dispersão dos frutos e sementes é feita a curtas distâncias, ocorrendo predominantemente em um raio de cinco metros da planta mãe, ocasionando um acúmulo de sementes em pequenas áreas. Como consequência, a regeneração natural ocorre em manchas de alta densidade com até quatrocentas plântulas por metro quadrado, sendo a taxa de sobrevivência de plântulas baixa, em torno de 0,3 por cento; a longas distâncias, é realizada por vários mamíferos, entre os quais, morcegos, porcos-do-mato, serelepes e aves: sabiás (Turdus spp.), jacus, tucanos (família Ramphastidae), macucos, jacutingas. Os dispersores, principalmente vertebrados, apresentam um papel importante, pois, ao removerem a polpa que envolve a semente, podem estar aumentando a probabilidade de germinação das sementes.

## Potencial agroeconômico
Apresentava elevado potencial de manejo devido a sua ampla distribuição geográfica, alta densidade de indivíduos na área de ocorrência, posicionamento no estrato médio da floresta e forte interação com a fauna. No entanto, a exploração descontrolada levou a espécie ao perigo de extinção.
Caracteriza-se por produzir palmito de excelente qualidade, com valor econômico elevado e amplamente consumido na alimentação humana, no entanto é monocaule e o corte implica a sua morte. Com a morte da palmeira, seus múltiplos produtos são disponibilizados: fibras para fabricação de vassouras, caibros e ripas para construções civis, folhas para cobertura temporária e forrageio. Recentemente, o processamento de seu fruto, o uso em projetos de paisagismo e o reconhecimento das propriedades terapêuticas de suas raízes vêm sendo difundidos, sendo fundamental, entretanto, que se tenha um manejo adequado para a espécie.
Atualmente, uma alternativa altamente viável e em crescente estudo e prática é o processamento da polpa dos frutos da palmeira juçara, obtendo uma composição de bebida conhecida como açaí de juçara,chamado juçaí, muito semelhante em termos de textura, cor, sabor e composições nutricionais (salvo alguns compostos) ao açaí da espécie de palmeira Euterpe oleraceae, nativa da Região Amazônica.
Os frutos maduros, de cor arroxeada-escura, quando colhidos, selecionados, higienizados e postos de banho em água morna, são processados artesanalmente em peneiras ou batidos em máquina despolpadeira adequada (manivela/motor 0,5cv).
O manejo da Euterpe edulis através da utilização dos seus frutos no lugar da exploração do palmito mantém as árvores vivas e difundindo sementes e mudas da espécie ainda por vários anos, cumprindo seu papel na floresta e mantendo este recurso genético e natural tão valioso. No corte ilegal de palmito, plantas adultas e jovens são cortadas sem cuidado e vendidas por valores irrisórios em relação aos custos ambientais que esta ação gera. A utilização dos frutos pode, além de uma ótima forma de manter e dispersar a espécie, tornar-se ótima rede de empregos, cooperativas, renda e qualidade de vida para produtores rurais.
Existem alguns projetos educacionais que buscam utilizar a juçara como foco de projetos de educação ambiental. O ato de comer o açaí da juçara se mostrou central na articulação local por um projeto sustentável para o ambiente, baseado na associação da agricultura familiar com a defesa da Mata Atlântica. Além disso, ela se apresenta como um elo fundamental para o estabelecimento do pertencimento ao lugar que se torna motivo de orgulho e de busca de reconhecimento externo. O preparo do açaí como alimento por merendeiras, educadoras e técnicos agroecológicos, com a participação das crianças e adolescentes na escola, revela-se como uma oportunidade ímpar de aprendizagem em que, ao explorar as potencialidades do fruto da juçara, as pessoas que se engajam nesse processo também se descobrem como parte do ambiente. Na diversidade de formas que a juçara pode assumir à mesa, respondendo às receitas antigas e novas de processá-la, aprende-se a ver a continuidade entre a potência dos materiais que a constituem e a criação humana, capaz de juntar esses com os de outros vegetais, tornando-a saborosa ao paladar das crianças e pessoas do lugar.

## Ocorrência
No interior da floresta ombrófila densa da Mata Atlântica, nos estados brasileiros de Alagoas, Bahia, Espírito Santo, Goiás, Minas Gerais, Pará, Paraíba, Pernambuco, Paraná, Rio de Janeiro, Rio Grande do Norte, Sergipe, Santa Catarina e São Paulo. Tem distribuição preferencial ao longo do litoral brasileiro, desde o sul da Bahia (15ºS) até o norte do Rio Grande do Sul (30°S).
No litoral norte do Rio Grande do Sul, no Brasil, é conhecida popularmente pela produção do palmito e por seu fruto, o açaí da Mata Atlântica, ou pela palmeira que o produz. Essa denominação, que relaciona o fruto da palmeira à Mata Atlântica, a diferencia de outras palmeiras que também ocorrem no Brasil, mas na região Norte do país, na Floresta Amazônica, especialmente a   Euterpe oleracea. A variação oleracea, igualmente conhecida como juçara, ocorre principalmente no Pará e é a produtora do açaí que ganhou o mundo como alimento energético consumido por atletas e adeptos da alimentação natural. As duas palmeiras e seus frutos, o açaí da juçara amazônica e o da juçara da Mata Atlântica não são idênticos nem no sabor nem nos saberes que evocam em cada região.
Ocorre também na Argentina e no Paraguai.